# Odalisque assise, genou gauche replié, fond ornamental et damier
Odalisque assise, genou gauche replié, fond ornamental et damier est un tableau réalisé par le peintre français Henri Matisse en 1928. Cette huile sur toile fait partie de la série des Odalisques, dans laquelle l'artiste figure des odalisques dans un intérieur décoré. Elle représente en l'occurrence une jeune femme vêtue à l'orientale assise à côté d'un damier sur lequel est posée une assiette. La peinture fait partie depuis 1950 des collections du musée d'Art de Baltimore, à Baltimore, dans le Maryland, aux États-Unis.